# BloodRayne – Az igazság árnyékában
A BloodRayne – Az igazság árnyékában (eredeti cím: BloodRayne) 2005-ben bemutatott amerikai–német akciófilm-horror, melyet Uwe Boll rendezett. A forgatókönyvet Guinevere Turner írta, a hasonló című videójáték-sorozat első részének előzményeként. A főbb szerepekben Kristanna Loken, Michael Madsen és Ben Kingsley látható.
Világpremierje az Austin Film Festivalon volt 2005. október 23-án. Az Amerikai Egyesült Államokban 2006. január 6-án került a mozikba. A film lesújtó kritikákat kapott és anyagi bukásnak bizonyult: 25 millió dolláros költségvetés mellett mindössze 3,6 millió dollár bevételt termelt. A 27. Arany Málna-gálán hat kategóriában jelölték a legrosszabb filmeknek járó díjakra. 
Két folytatás követte, a BloodRayne II: Deliverance (2007) és a Bloodrayne – A harmadik birodalom (2011).

## Cselekmény
Rayne félig ember, félig vámpír teremtmény, úgynevezett damfír: a vámpírokkal ellentétben immúnis a kereszt hatására, és képes kordában tartani az emberi vér iránti sóvárgását, ugyanakkor a víz súlyos károkat tesz benne. A fiatal nő egy Kagan nevű vámpírkirály leánya, aki vérszívókból és közönséges halandókból álló seregével akarja leigázni az emberiséget. Rayne erőszak révén fogant, majd Kagan később végzett a lány anyjával, miután az nem volt hajlandó neki átadni gyermeküket.
Sebastian, Vladimir és Katarin a vámpírok ellen harcoló Brimstone társaság tagjai. Értesülve Rayne tartózkodási helyéről (akarata ellenére egy cirkuszban mutogatják szörnyszülöttként) felkeresik a lányt, mert Vladimir szövetkezni akar vele Kagan elleni harcukhoz. Kagan szintén vadászik leszármazottjára, attól tartva, hogy az keresztül akarja húzni számításait.
Rayne megszökik a cirkuszból és menekülés közben megment egy családot a rájuk támadó vámpíroktól. Egy jövendőmondótól megtudja, hogy Kagan lett Románia legerősebb vámpírja, jelenleg egy fegyveresen őrzött kastélyban tartózkodik. A jós szerint Kagan egy szemgolyóból álló ősi talizmán után kutat, amely Rayne-nek is nagyobb erőt adhatna. Rayne útnak indul a szemnek rejtekhelyet nyújtó kolostor felé. Menedéket kér a kolostorban és később a hálóhelyéről kiosonva egy küzdelemben megöli a talizmánt őrző, deformálódott külsejű szerzetest. Bár a szemet őrző szobát halálos csapdák védik, sikerül megszereznie az ereklyét és annak varázserejét magába olvasztani – így immúnissá válik a vízre. A szerzetesektől megtudja, hogy még két további ereklye létezik: mindhárom tárgy egy Belial nevű ősi vámpír egy-egy testrésze, aki rájött, hogyan győzheti le a vámpírokra veszélyt jelentő gyengeségeket (a szenteltvízet, a kereszteket és a napfényt). Kagan természetesen szintén magának akarja ezeket a nagyhatalmú tárgyakat.
Rayne-t a Brimstone társaság főhadiszállására viszik, ahol kiképzik a Kagan elleni harchoz, eközben romantikus kapcsolatba kerül Sebastiannel. Katarin nem bízik meg benne és hamarosan elárulja őt apjának, Elrichnek, aki kényszerből szövetkezett Kagannal. Katarin egy vízzel teli barlangban kutat a nagyapja által elrejtett szív-talizmán után, azonban Rayne végez vele és elveszi tőle az ereklyét. Rayne azonban apja fogságába esik és börtönbe zárják. Sebastian és Vladimir a megmentésére sietnek, de mindketten halálos sebeket kapnak. Rayne egyedül marad Kagannal szemben és a haldokló Sebastian segítségével legyőzi apját. A film végén Rayne Kagan trónjára ül.

## Szereplők
| Szerep                 | Színész            | Magyar hang    |
| ---------------------- | ------------------ | -------------- |
| Rayne                  | Kristanna Loken    | F. Nagy Erika  |
| Vladimir               | Michael Madsen     | Kőszegi Ákos   |
| Kagan, Rayne apja      | Ben Kingsley       | Végvári Tamás  |
| Katarin                | Michelle Rodriguez | Fésűs Bea      |
| Sebastian              | Matt Davis         | Kossuth Gábor  |
| Domastir               | Will Sanderson     | Rába Roland    |
| jövendőmondó           | Geraldine Chaplin  | Bessenyei Emma |
| szerzetesrend vezetője | Udo Kier           |                |
| Leonid                 | Meat Loaf          | Kajtár Róbert  |
| Iancu                  | Michael Paré       |                |
| Elrich, Katarin apja   | Billy Zane         |                |

## Fogadtatás

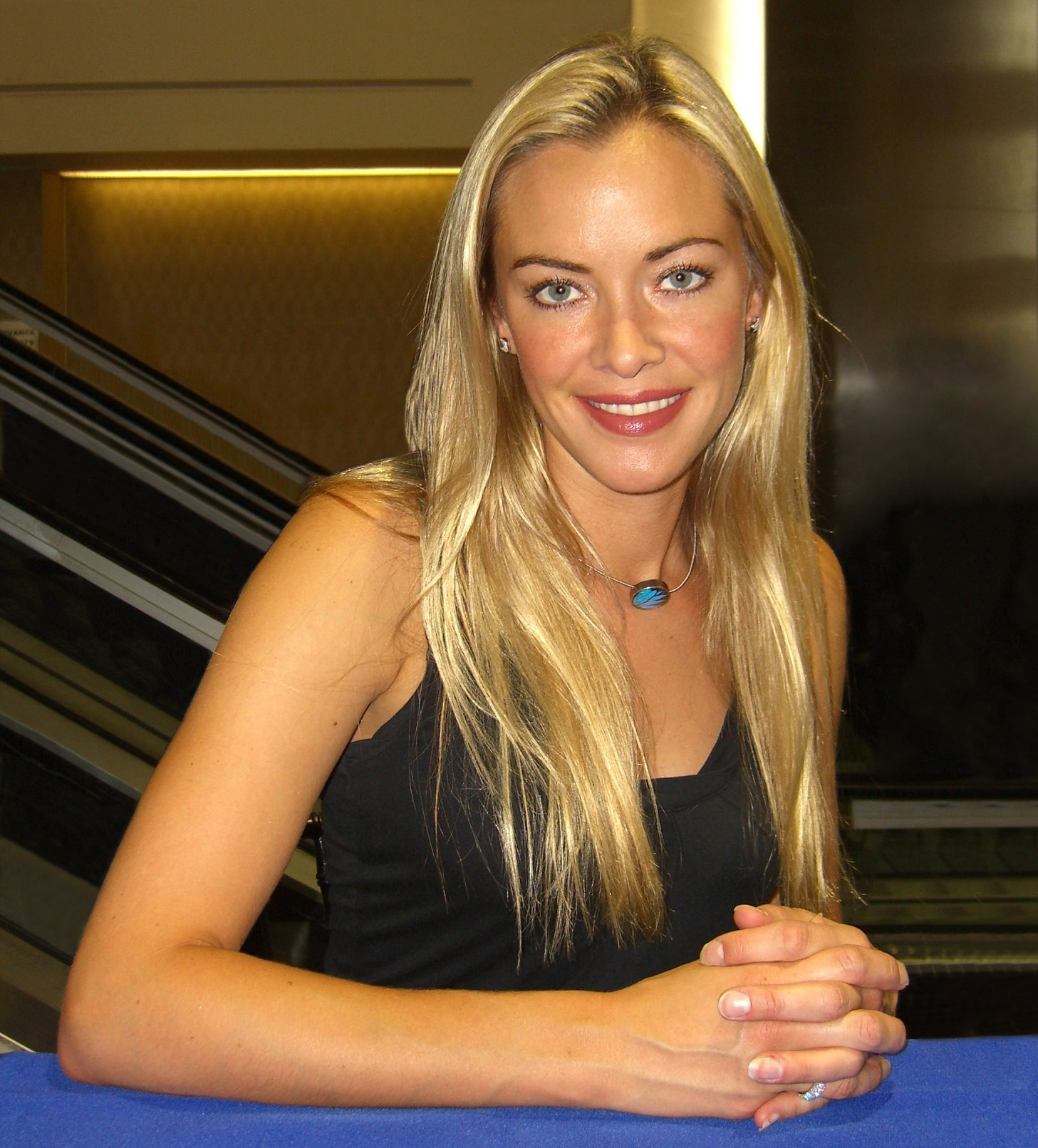
Kristanna Loken, a címszereplő damfír megformálója. Loken a későbbi folytatásokban már nem tért vissza, szerepét Natassia Malthe vette át.

### Kritikai visszhang
A Rotten Tomatoes weboldalon 51 kritikus véleményét összegezve 4%-os értékelésen áll. A szöveges összefoglaló szerint: „A BloodRayne egy abszurd kardozós-varázslós videójáték-adaptáció a bóvli mesterének, Uwe Bollnak a rendezésében, amelyben egy kiváló (és éppen mélyrepülést végző) szereplőgárda tűnik fel.”

### Díjak és jelölések
A 27. Arany Málna-gálán a Bloodrayne-t hat kategóriában jelölték díjakra, végül azokat az Elemi ösztön 2., a Kiscsávó és a Lány a vízben című filmek vehették át.
| Díj             | Kategória                        | Jelölt             | Eredmény | Ref.  |
| --------------- | -------------------------------- | ------------------ | -------- | ----- |
| Arany Málna díj | legrosszabb film                 | –                  | Jelölve  | [ 4 ] |
| Arany Málna díj | Legrosszabb női főszereplő       | Kristanna Loken    | Jelölve  | [ 4 ] |
| Arany Málna díj | Legrosszabb férfi mellékszereplő | Ben Kingsley       | Jelölve  | [ 4 ] |
| Arany Málna díj | Legrosszabb női mellékszereplő   | Michelle Rodriguez | Jelölve  | [ 4 ] |
| Arany Málna díj | legrosszabb rendező              | Uwe Boll           | Jelölve  | [ 4 ] |
| Arany Málna díj | legrosszabb forgatókönyv         | Guinevere Turner   | Jelölve  | [ 4 ] |

## Fordítás
- Ez a szócikk részben vagy egészben  a   BloodRayne (film) című angol Wikipédia-szócikk ezen változatának fordításán alapul.  Az eredeti cikk szerkesztőit annak laptörténete sorolja fel. Ez a jelzés csupán a megfogalmazás eredetét és a szerzői jogokat jelzi, nem szolgál a cikkben szereplő információk forrásmegjelöléseként.